# サッシ (ブラジルの伝承)

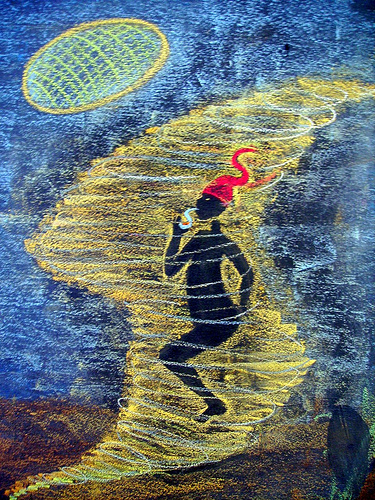
「サシ＝ペレレの肖像」（2007）、　J・マルコーニ画

サッシ、またはサシ（Saci、[saˈsi], [sɐˈsi]）はブラジルの民間伝承における、赤帽をかぶった一本足の黒人の容姿をした怪異。後にパイプを吸い、竜巻（砂嵐、右図参照）をまとった姿が定着した。迷惑ないたずらをくりかえすトリックスターである。
先住民トゥピ族の伝承と、黒人系、ヨーロッパ移民系などの俗信や民話が混ぜ合わさったものである。さらに現在に語り継がれるサッシ伝説は、作家のモンテイロ・ロバートが刊行した 1917–1918 年の伝説集と、児童向け図書として刊行した『サッシ』（1921年）に遡る要素が多いとされる。
その現在版では、サッシは捕獲してコルク栓した瓶にとじこめ、主人となった人間の指図のまま魔法を使うようになるといわれる。あるいは、その赤帽子を奪うと、魔法の能力をかわりに得ることが出来るといわれる（ § 捕獲と従属参照）が、硫黄臭がするなどとされ、人種差別的だとの誹りも受けている。

## 語釈
サッシ/サシ（saci）はトゥピ語の çaci 「病んだ目」、より正確には çua ci 「邪眼」 に由来するとされる。接尾のペレレ（-pererê）もトゥピ語の perérég 「跳っこい、よく弾む」に由来する。
サシ＝ペレレ（Saci-pererê、[sɐˈsi peɾeˈɾe]）は、本来は鳥名でカッコウ科の一種、具体的にはセスジカッコウ 。
他にもサシ＝サペレレ等（saci-sapererê, -sererê, -saperê , -siriri）; サシ＝トリケ（saci-triqué）; サシ＝モフェラ（saci-mofera）、等と呼ばれる。ついには完全にポルトガル語化されたマチンタ・ペレイラ、はては名字をくわえてマチンタ・ペレイラ・ダ・シルバやダ・マッタ（"Matinta-Pereira da Silva",  "-da Matta"）と呼ばれるようにもなった。
邦書ではサッシ・ペレレ、サシペレレ、サシー・ペレレー、サシー・ペレレなどの表記もみえる。
語源の異説としては、ドイツの民族学者ホルスト・H・フィッゲ（Horst H. Figge）は、ブラジル文化にアフリカのウンバンダ宗教の影響を見出しており、サシ＝セレレの語源・語義についてもエウェ語 asiɖẽɖẽ 「隻腕、片手」と解釈できるとし、サシの異名（異形）であるマティンペレレ [仮カナ表記]（Matimpererê）についてはそのまま単純に、エウェ語 matĩ-[a]fɔɖeɖẽ 「欠く＋ひとつの足」という解釈が可能だとした。

## 伝説
現在のサッシ（サシ）の伝説は、アメリンディアン、アフリカ系、ヨーロッパ系の三つが織り合わさってできた複合的な伝説とされている（ § 起源説参照）。よってさまざまな要素があったりなかったり、種類がちがったり（亜種）もありうる。
ある情報提供者は、赤い帽子とパイプをかぶった典型的な片足の黒人姿をした サシ＝ペレレ （Saci-pererê）、混血児の姿の亜種で、家畜動物の尻尾を結わいたりなど、いたずら者だがより温和なサシ＝トリケ（Saci-trique, [pt])、赤い目をした サシ＝サスラ （Saci-saçurá, [sɐˈsi sɐsuˈɾa])、 3種がいると語録されている。

### 外見
サシは、その名前の由来の鳥（カッコウ鳥、「マティアペレ」）の姿になり、人の視界から目をくらますこともある。
サシは、昼夜境なく「マティ・タペレ」と 聞こえる口笛の音をさせるとも、哀愁こもった鳴き声でなくともいわれる（鳴き声が人を惑わす件については  § いたずら者参照)。
しかし、一本足の赤髪少年の姿をとることもあり（パラー州の伝承）、これが文明化の影響をうけて赤帽子を被るとされるようになった。19世紀の描写だと、この一本足の少年のごときサシは、昼間に人目にさらされるとき、かならず母親同伴か、ぼろをまとったタプヤや黒人系のタタマンニャ（tatámanha）という老婆に伴われてるとされる（パラー州）。
サシ（サッシ）が陶器パイプでタバコをを吸う、あるいは竜巻をおこし中で踊るという伝承は、1917年サンパウロ市周辺読者から、新聞寄稿者でもあった作家のモンテイロ・ロバートが募集し、翌 1918 年書籍化した伝説集にみられる。
サシ（サッシ）の掌には穴が開いており、着火したマッチを穴に通して遊ぶのが好きだともいう。

### いたずら者
とかくいたずら者（トリックスター）の印象が強い。大きな災いにはならないが、小さな困らせ事なら、あらゆる事をする。 家畜小屋では動物を逃がしたり、牛乳を乳酸化させたり、 牧場で馬を追いかけ血を吸ったりさえもする。またヒヨコを苛ませ、雌鶏を踏みしだき、卵を腐らせたりする傷ませたりする。さらにはサッシは馬のたてがみをもつれさせるが、このように馬の鬣をエルフロックにしたり、乳製品を饐（）えさせるのは、ドイツのコボルト（シュラート等参照）と共通することは、モンテイロ・ロバート（1927年）も指摘している。
台所ではサッシはスープを焦がさせたり 、あるいは豆料理を焦がさせ、スープに蠅を落としていく。ポップコーンが、うまく膨らんで（はじけて）くれないときは、サシが邪魔をしたからだといわれる。
すきあらば針子の針の先を折り、指ぬきを穴に転がし落とし、糸の玉を絡めてしまう。爪切りハサミを隠し、子供のおもちゃも隠すという。
家の中でも、外の農地でも、なにか物品が逆方向にされているのはサシのせいとされる（釘が落ちていれば上向きに置き換えるのがサシであるといわれる）。
あっという間に消えていなくなることができるが、その透明人間（姿隠し）の術の根源はその帽子にあるといわれる。鳥に変身すると、姿はどこにも見えないながら人を惑わすのである。セスジカッコウに変身すると、密林に紛れて姿が見えないばかりか、その悲しそうな鳴き声は、音程の高低をつかいわけて、遠く高くいるのか、低く近くにいにいるのかわかりにくく、その姿を追い求めるあいだに道に迷ってしまう。

### 報復者
しかし、侮辱を与えたサッシは恐ろしく、くすぐりあるいは殴打・打撲の方法で人を殺すと言われる。

### 対処法と防御
サッシは砂塵のつむじ風を纏い、そのなかで踊るとされるが、除けるには白いロザリオの数珠玉や、棕櫚の主日の日曜日に使用した藁編みの十字架を投げつけると、つむじ風は砕け、また、よその方向に逸れるという。
サッシは乾燥を好む、または干からびて血も水分もないものとされており、川を渡ることは決してしないという。水に触れると力を失うのを怖がるとされるので、川を渡ればサシの追跡を振り切れる。また、結び目を多くつけた縄を道に置くとよいとされる。結び目をほどこうとサッシが立ち止まるのである。
あるいは好物のカシャッサ酒やタバコを置いて献上すると、関わるのを許してくれると言われる。

#### 捕獲と従属

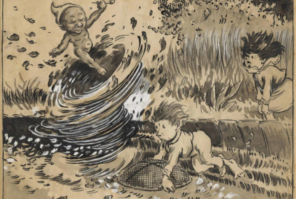
つむじ風に乗るサッシ。 ヴォルトリーノ画、モンテイロ・ロバート『サッシ』（1921年）の挿絵。

つむじ風の妖怪サッシは、捕らえることも可能だといわれる。これにはロザリオの珠にされる種類の植物の種粒（あるいは草やスゲで作ったロザリオ）をつむじ風に投げつける。あるいは捕獲道具には、（縦横に十字の補強がついた）ざるも使える（右図のヴォルトリーノの絵も参照）。
捕えられた妖怪サッシは、自由を得たくばご主人となった人間の願いなどをかなわなくてはならない、まるで『千夜一夜物語』の「アラジンと魔法のランプ」さながらである。これは古来の民間伝承というより、モンテイロ・ロバート作の童話『サッシ』（1921年）において登場するペドリンニョ少年がサシを捕える展開として確認できる（ざるで追い、暗がりに向かったサッシを曇りガラスの瓶におびきよせ、十字架を施したコルク栓をはめて捕える）。すなわち、"サッシの物語は、ブラジルにはふんだんにあるが、.. その近年史をみると、[ほぼ]モンテイロ・ロバート作の童話に遡及する"と考察されている。
今日の伝承では、力の源である帽子を奪うという方法でも、サッシを従属させ命令にしたがわせることができるという。童話では、ペドリンニョ少年がバルナべおじいさんよりサッシ捕獲の蘊蓄を教わるが、サッシの帽子（帽子に神通力のすべてがこめられる）は奪って厳重に隠しておかないと、取り戻されたら逃げられてしまう、と教示されている。サシの帽子を取ったものはその魔法力を得るかわりに、いちど触れると帽子の残り香がいつまでもまとわりつくのだという。

## 起源説

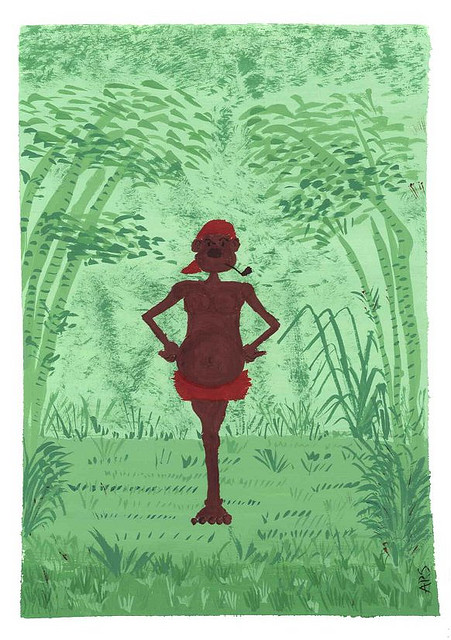

現在のサシ（サッシ）伝説のおおまかなところは19世紀以降に発展を遂げたが、それはトゥピ族の伝承の精霊の核に、アフリカ奴隷労働者が知る伝説や、ヨーロッパの俗信などの層が加わったものである。これは、いわば人種のるつぼ的な感覚でアラウージョ（Alceu Maynard Araújo、1964年）などが捉えているが、 それぞれの人種的に分かれた社会層の視点は違っており、サッシは黒人系または肌が黒い人種の姿をした精霊であることから、豪農地主や権力者のたぐいからは、黒人奴隷や労働者層に対する差別的観念が色濃く出ているとも指摘される。
その大元の起源だが、サシは上述のようにカッコウの一種の鳥の名前であり、サシ伝説の原初は鳥類伝説だったろうと想定されており、ルイス・ダ・カマラ・カスクード（1976年）の解説の出だしもそのように語る。鳥とは木に留まるときなど片足どまりすることがあり、これが人間型のサシとなったとき、一本足の像ができあがることは容易に想像できる。
実際に中身のある鳥伝説も知られており、そこでは月の女神ジャシと、キュラソー鳥（ホウカンチョウ）が変身を遂げる前は、近親相姦的な兄弟愛人同士だったというものである。この伝説から、「ジャシ=タペレ」（Jaci-Taperê）という名称の「月の址・廃屋」）という意味に正当性をもたせられる、と提唱される。
しかしながら、カスクードが続けて説くところでは、そのうち人間形のサシ伝説（いわば「サシ小僧」形）が、南方より移入してきたという。時代は18世紀末、パラグアイに分布するトゥピ＝グアラニ―部族がもたらした、とカスクードは考えた。その南方のヤシ・ヤテレ（Yací-Yateré）は、7歳児ほどの大きさの、赤色のドゥエンデ（スペイン語圏でいう妖精）であった。
ジョゼ・ヴィエイラ・クート・デ・マガリャンイス（1876年）は、サシ＝セレレ（Saci Cerêrê）の伝説は聞き及んでいて、赤い帽子をかぶった、（一本足ではなく）両ひざに傷があり、片足が不具の、小柄のタプヨ姿の精霊のことであるが、キリスト教の迷信が混入しすぎて核にある先住民伝承がわからなくなっている、とした。サシ＝セレレは、植物の主神でもある月の女神ジャシの配下であり、よって植物の守護に関してなんらかの役割分担があるはずだが、それが不明だとする。
サシ伝説の起源や成立については、さまざまな文化の影響について諸説が立てられており、ケイロス論文（Renato da Silva Queiroz、1995a, 1995b年）で考察される。カスクードとは著しく違った成立論として、大元がアフリカ系ブラジル移民の一部が知るバントゥー系民族のドゥドゥ・カルンガ（Dudu Calunga）だとする説があり、これは片足隻眼の黒人少年または黒人男性だという。ジョアキン・アントニオ・ジ・ソウザ・カルネイロ（Antônio Joaquim de Souza Carneiro、1937年の説である。また、ヨーロッパでは古代から一本足の種族スキアポデスの伝承があり、近世の版本にも図入りで解説されてきた。
また、赤帽の特徴は、ポルトガル系の妖精トラスゴと共通することが指摘される。赤帽はヨーロッパ各地の家の精霊には一般的であるが、 トラスゴの赤帽のなかにその能力の源があるとされ共通点が深い。
サシ=ペレレ伝説にキリスト教義とのシンクレティズムがみられるのは様々な点においてであり、十字架を見せると逃げる、立ち去るときに硫黄臭の残り香がある（悪魔の典型的な特徴）などを挙げることが出来る。 ケイロス論文の主張では、サシに硫黄臭、悪魔性、盗癖、等を見出したのは、サンパウロ州民（パウリスタ）たちのなかでもとくに「農村支配階級」であり、 田舎の一般人は、黒人の偶像に対してそのような偏見的なみかたをしたわけではなかった、と弁明している。作家のモンテイロ・ロバートは、硫黄臭の伝説を創作したわけではなく、パウリスタたちから募集して新聞読者から知ったのであった。だがモンテイロ・ロバートは自作の童話『サッシ』（1921年）でサッシのことを都会の国民にひろめたのであり、その片足黒人を英雄的に描いてはいるものの、悪臭や捕獲されて飼われるなど蔑視的な側面をそのまま残したことで、後の世間やマスコミに叩かれることになった。かくしてサシは「野生」の伝説から「テイミング（飼い慣らされた）」伝説へと移行した、と論文に述べられる。

## 類型
似た伝承として、ロマンジーニョという、悪戯な黒人の子供が母親をぶって野や森を放浪する定めとなったという伝説がある（カベッサ・デ・クイア）。

## サッシの日
ブラジルでは、ハロウィーン（ポルトガル語で「ディア・ダス・ブルクサス」とも呼ぶ）の慣習が広まっていたが、サンパウロ州では2004年、10月31日を「サッシの日」に制定した。2010年、ブラジル国家も「サッシの日」制定を決定した。

## 大衆文化
- モンテイロ・ロバート作の児童文学『サッシ』（初版1921年）はたいへんな人気を博してきた[29]
- モンテイロ・ロバート作『シッチオ・ド・ピカパウ・アマレロ（英語版）』（小説シリーズ）にもサシはたびたび登場する。同作品はTV化、映画化もされている。
  - 例えばジョルジ・ベンジョールが歌う「サッシ・ペレレ」[63]、LPアルバム『Pirlimpimpim』（1982年）所収も、同TV版『Sítio do Picapau Amarelo』（1977~1986年シリーズ）のPR用をかねて製作されたものである。
- 漫画家ジラルド（英語版）[注 13]が1960年代に「サシ―ペレレ」[39]を漫画化し、その漫画誌『トゥルマ・ド・ペレレ（英語版）』の主要キャラを飾った[24]。
- 他にもブラジルの漫画家 アンジェリ（英語版）、ラエルチ（英語版）、マウリシオ・デ・ソウザらもサシを描いている。
- 水木しげる 『悪魔くん』（「埋れ木真吾」の代の版、1988年–連載、1995年単行本化）に第11使徒サシペレレが登場[12][64]。
- アントニオ・カルロス・ジョビン（作曲・歌）『三月の水（ポルトガル語版）』（1972年）に Matinta Pereira の言及がある。
- ネイ・ロペス（ポルトガル語版）のサンバソング『Fumo de Rolo』 に葦を集めていた猟師が遭遇する話が織り込まれる。

- ビデオゲーム作品『マックスペイン3』（2012年）で場面に流されるアニメ作品の中でのカメオ出演。緑色の肌[65][66]。
- ビデオゲーム作品『AdventureQuest Worlds』（2008年）のキャラ。足代わりに竜巻。
- テレビ番組シリーズ『Cidade Invisível』（2021年）ではウェズレイ・ギマラインス（英語版）が扮する。
- インディー系ゲーム作品『Saci: The Cursed Hunt』（Marcos Silva 製作、2024年）。アマゾン密林が舞台。

## マスコット
サッカー球団SCインテルナシオナルのマスコット。